# Walt Disney Theatrical Productions
Walt Disney Theatrical Productions, aussi improprement nommé Disney Theatrical (Group), est la branche des spectacles musicaux, type Broadway, de la Walt Disney Company. Cette filiale se présente dans ses publicités comme Disney on Broadway. Elle fait désormais partie du Disney Theatrical Group, dépendant des Walt Disney Studios Entertainment.
La société a gagné une réputation prestigieuse au sein du monde des comédies musicales en créant pour le public comme pour les professionnels (à la fois critiques et financiers) des spectacles, en commençant par le succès mondial La Belle et la Bête en 1994 et plus récemment Mary Poppins en 2004.

## Historique

### Genèse
Après le succès du long métrage d'animation La Belle et la Bête (1991), conçu comme une comédie musicale, le journaliste Frank Rich du New York Times prie le studio d'adapter le film sur les planches. Dans les parcs à thèmes une adaptation a déjà été réalisée, mise en scène par Robert Jess Roth et chorégraphié Matt West. Frank Young, directeur exécutive du théâtre de Houston Theatre Under the Stars lit cet article et contacte Disney pour entamé l'adaptation mais sans succès ne parvenant pas à trouver le bon interlocuteur. À la direction du studio Michael Eisner et Jeffrey Katzenberg lisent le même article et consultent George Ives, directeur de la branche californienne du syndicat des comédiens de théâtre pour connaître le meilleur endroit à Los Angeles pour adapter le film sur scène. Ives recommande Frank Young et Theatre Under the Stars.
La comédie musicale La Belle et la Bête débute alors à Houston du 28 novembre au 26 décembre 1993 comme une coproduction entre Disney Theatrical et Theatre Under The Stars. Le bon accueil pousse le studio à présenter le spectacle à New York dans les théâtres de Broadway. Roth et West rejoignent par la suite la production à Broadway.
Le choix est pris de présenter le spectacle au Palace Theater, une salle détenue par la Nederlander Organization, et débute le 18 avril 1994. Pour rappel, la majorité des théâtres new-yorkais de Broadway est détenue pas trois organismes : la Shubert Organization (16 salles), la Nederlander Organization (9 salles) et la Jujamcyn Theaters (5 salles). Leur style de production et la nécessité de verser un pourcentage des revenues à freiner la collaboration avec Disney d'où la décision que les futures productions de Disney seraient indépendantes des trois organismes.
Pour cela le studio crée une filiale spécialisée nommée Walt Disney Theatrical Productions et décide d'acheter une salle. En avril 1993, Michael Eisner et l'architecte Robert A. M. Stern visitent une salle à l'abandon sur la 42e rue. En septembre 1993, Disney annonce être intéressé pour rénover et utiliser le New Amsterdam Theatre pour des spectacles. Dès le 17 novembre 1993, les représentants des 3 organismes dénoncent le projet de Disney, le journaliste précisant que ces organismes contrôlent virtuellement chaque aspect de toutes les salles de spectacles.
Après plusieurs réunions, fin 1993 et en janvier, le 2 février 1994, Disney annonce l'achat et la rénovation du New Amsterdam Theatre à la presse,. Ce contrat mentionne un emprunt de 21 millions d'USD à 3 % pour la location et 8 millions d'USD pour la rénovation. Plus tard la société annonce une rénovation de 36 millions de dollars réalisée sous la direction de Walt Disney Imagineering. La nouvelle salle rouvre le 2 avril 1997 mais aucun spectacle Disney n'y sera présenté avant novembre.

### 1994-1999: Premiers spectacles
En l'absence d'une salle Disney, les productions débutent dans d'autres salles de New York ou dans d'autres villes pour rodage.
Le premier spectacle est La Belle et la Bête, adapté du long-métrage d'animation par Linda Woolverton, sur une musique d'Alan Menken et des paroles d'Howard Ashman et Tim Rice, qui a commencé ses représentations à New York le 18 avril 1994. Le rôle de Belle a permis à Toni Braxton de revenir dans le milieu de la chanson après plusieurs déboires.

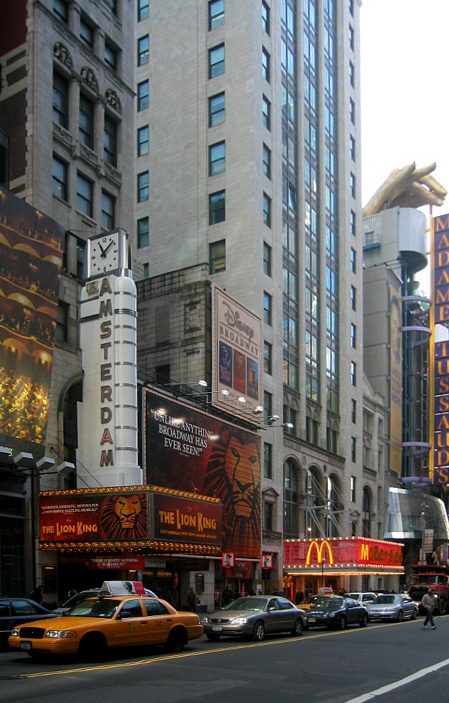
The Lion King au New Amsterdam Theatre de New York.

Le second spectacle est Le Roi lion de Julie Taymor, inspirée du film Le Roi lion créé spécialement pour Broadway. Il est présenté pour une période d'essai au Orpheum Theater de Minneapolis à partir du 8 juillet 1997. En raison du bon accueil, le spectacle est déplacé au New Amsterdam Theatre sur Broadway à New York à partir du 10 octobre bien que officiellement la grande première a lieu le 13 novembre 1997,. De son côté, la comédie musicale La Belle et la Bête débute le 13 mai 1997 au Dominion Theatre à Londres
Le troisième spectacle n'est pas une adaptation d'une production Disney. En 1998, la comédie Aïda débute à Atlanta. C'est une comédie musicale basée sur l'opéra de Giuseppe Verdi ré-écrite par Elton John et Tim Rice qui raconte l'histoire d'une esclave éthiopienne tombant amoureuse d'un prince égyptien. Elle reçoit un large succès de la critique et s'installe à Chicago en 1999 avant d'être présentée à Broadway du 23 mars 2000  au 5 septembre 2004 et d'entamer une tournée internationale.
Le 5 juin 1999 débute à Berlin Der Glöckner von Notre Dame une adaptation allemande en comédie musicale du film Le Bossu de Notre-Dame. C'est une version plus sombre et gothique du film écrite par James Lapine et produite par la branche allemande de Walt Disney Theatrical Productions. La version britannique de la comédie musicale La Belle et la Bête au Dominion Theatre à Londres s'achève le 11 décembre 1999.

### 2000-2010: Diversification des productions et international
Le spectacle Tarzan inspiré du film d'animation homonyme fait ses débuts le 10 mai 2006 au Richard Rodgers Theatre de New York avec une présentation le 24 mars. La première a fortement déplu aux critiques.
Peu avant 2006, Disney Theatrical signe un accord avec la société de gestion de licences théâtrales Music Theatre International (MTI) pour adapter des comédies musicales Disney en version pour enfants dans le cadre du programme Broadway Junior.
Le 26 juillet 2007, la comédie musicale La Petite Sirène entame des séances d'essais au Ellie Caulkins Opera House à Denver jusqu'au 9 septembre 2007. Le 29 juillet 2007, la dernière représentation de La Belle et la Bête est donnée à New York, au bout de 13 ans pour céder la place à La Petite Sirène. Entre-temps, le spectacle La Belle et la Bête a été présenté à Londres, Toronto, Kyōto, Hambourg et Rome.
Les avant-premières à Broadway de La Petite Sirène ont eu lieu au Lunt-Fontanne Theatre du 3 au 10 novembre 2007 mais ont dû être arrêtées à cause d'une grève des machinistes sur tout Broadway. Elles ont repris le 28 novembre 2007 à la fin de la grève. La date de la première officielle a d'abord été annoncée pour le 6 décembre 2007 pour finalement être repoussée au 10 janvier 2008

### 2010 à aujourd'hui
Le 7 octobre 2010, le Disney Theatrical Group annonce la fermeture de ses locaux de Glendale pour la fin du mois, ne conservant que ceux de New York. Ces bureaux étaient chargés de la supervision de Disney on Ice et Disney Live.
Le 13 janvier 2011, le Seattle Times annonce que la première d'une nouvelle adaptation en comédie musicale d'Aladdin, nommée Disney's Aladdin: The New Stage Musical produite par le théâtre de la 5e Avenue débutera du 7 au 31 juillet 2011,. Le 9 mars 2011, une adaptation officielle du spectacle par NETworks est présentée pour 3 semaines (9 au 26 mars) au Pantages Theatre de Los Angeles.
Le 8 mars 2012, la société brésilienne T4F annonce avoir signé un contrat de 5 ans avec Disney pour présenter  Le Roi lion, Mary Poppins et La Petite Sirène en Amérique latine.
Le 24 février 2012, Atlantis Productions annonce avoir obtenu une licence pour jouer Disney's Aladdin: The New Stage Musical au Meralco Théâtre de Manille aux Philippines à partir de novembre 2012. Le spectacle est présenté du 16 novembre au 9 décembre. Le 16 mai 2012, Stage Entertainment et Disney annoncent la production de deux versions de La Petite Sirène, l'une débutant le 16 juin à Rotterdam et l'autre le 6 octobre en Russie.
Le 7 janvier 2013, Disney Theatrical annonce l'arrêt de Mary Poppins le 3 mars 2013 au New Amsterdam Theatre et son remplacement par Disney's Aladdin: The New Stage Musical. Le 29 août 2013, Disney annonce le début d'Aladdin pour le 26 février 2014. Le 24 avril 2013, la première d'une adaptation en comédie musicale du Livre de la jungle (1967) est annoncée pour le 21 juin 2013 au Goodman Theatre de Chicago. Cette adaptation dirigée par Mary Zimmerman et autorisée par Walt Disney Theatrical Productions doit se jouer à Chicago jusqu'au 4 août puis du 7 septembre au 6 octobre 2013 à Boston.
Le 1er octobre 2013, Disney et plusieurs sociétés de Broadway entament une procédure de violation de droits d'auteurs contre un théâtre de Lancaster (Pennsylvanie) qui propose un spectacle d'hommage à Broadway. Le 11 novembre 2013, Disney Theatrical annonce une adaptation en comédie musicale du roman Princess Bride (1973).
Le 13 janvier 2014, Walt Disney Theatrical Productions confirme l'adaptation en comédie musicale de La Reine des neiges. Le 19 janvier 2014, Walt Disney Theatrical Productions annonce l'ajout du Roi Lion à la liste des spectacles en version pour enfants disponibles au travers de Music Theatre International. Le 25 janvier 2014, Disney Theatrical annonce The Hunchback of Notre Dame, une nouvelle adaptation en comédie musicale du Bossu de Notre-Dame pour 2014. Le 7 février 2014, Stan Lee Media lance une procédure double à l'encontre de Disney Theatrical et du théâtre de Lancaster en Pennsylvanie déjà impliqués dans une procédure pour utilisation de personnages Disney et Marvel. Le 13 juin 2014, Disney Theatrical annonce deux nouvelles adaptation de la comédie musicale Le Roi lion, l'une présentée au sein du Shanghai Disney Resort et l'autre à Mexico. Le 22 juin 2014, Disney Theatrical annonce la dernière représentation de la comédie musicale Newsies pour le 24 août 2014,. Le 4 août 2014, Disney annonce la prolongation de Disney's Aladdin: The New Stage Musical du 4 janvier au 1er février 2015. Le 11 septembre 2014, Disney Theatrical accorde au Seattle Theatre Group le droit d'adapter plusieurs spectacles en version pour enfants dans le cadre du programme Broadway Junior. Le 22 septembre 2014, Disney Theatrical annonce avoir battu le record des recettes pour une comédie musicale avec 6,2 milliards d'USD pour Le Roi lion,. Le 17 novembre 2014, Disney Theatrical propose désormais à ses spectateurs de New York de changer la date du billet jusqu'à 2 heures avant la représentation. Le 28 novembre 2014, Disney Theatrical annonce que le spectacle Disney's Aladdin: The New Stage Musical sera présenté en Allemagne et à Tokyo en 2015, à Londres début 2016 et en Australie en 2016.
Le 21 juillet 2015, Disney Theatrical reçoit une subvention d'un million d'USD pour Newsies,. Le 22 juillet 2015, TheStreet.com annonce que Disney Theatrical continue de dominer Broadway avec les comédies musicales Le Roi lion et Aladdin qui récoltent respectivement 2,6 et 1,8 millions d'USD par semaine à comparer à la moyenne qui s'établit entre 800 000 et 900 000 USD. La moyenne de recettes du spectacle La Belle et la Bête pour la période 1994 à 2007 est de 621 000 USD. Le 29 septembre 2015, Playbill, la NEA et Disney Theatrical lancent un programme de détection de talents pour les compositeurs ou paroliers.
Le 26 janvier 2016, Disney Theatrical annonce que le spectacle Disney's Aladdin: The New Stage Musical débutera une tournée américaine à partir du 11 avril 2017 avec 12 semaines au Cadillac Palace Theatre de Chicago,. Le 4 avril 2016, pour la comédie musicale Aladdin, Disney met en place une loterie d'attribution de places sur internet au lieu d'une loterie sur place. Le spectacle La Petite Sirène est présenté au Paramount Theatre d'Aurora dans l'Illinois du 23 novembre 2016 au 15 janvier 2017,. Le 21 décembre 2016, Panasonic retransmet en direct sur la chaîne Sky Arts un spectacle spécial composé d'extraits des comédies musicales de Disney présenté depuis Octobre au Royal Albert Hall de Londres.
Le 25 janvier 2017, Disney Theatrical prévoit une comédie musicale Pinocchio dirigée par John Tiffany et Dennis Kelly dont la première se fera en décembre 2017 au Lyttelton Theatre du Royal National Theatre à Londres. Le 7 mars 2017, Disney Theatrical annonce une longue tournée internationale de la comédie musicale Le Roi lion débutant en mars 2018 aux Philippines puis à Singapour en juin 2018, en Corée du Sud en octobre 2018, à Taïwan en 2019 et en Afrique du Sud en 2020.
Le 22 janvier 2019, la comédie musicale La Reine des neiges adaptée par Disney Theatrical du film d'animation La Reine des neiges de 2013 est annoncée en Australie au Capitol Theatre de Sydney en juillet 2020. Le 4 mars 2019, la tournée internationale de la comédie musicale Le Roi lion doit s'arrêter au Muangthai Rachadalai Theatre de  Bangkok en septembre 2019, après les Philippines, Singapour, la Corée du Sud et Taïwan. Le 23 mai 2019, Disney Theatrical fête ses 25 ans de présence sur Broadway avec des spectacles comme La Belle et la Bête ou Le Roi lion totalisant plus de 9 000 spectacles depuis 1997. Le 26 juillet 2019, Disney ouvre une boutique éphémère au  21 Long Acre de Covent Garden à Londres pour présenter les comédies musicales en cours et à venir dans le West End avec des accessoires et costumes du Le Roi lion, Mary Poppins, Aladdin joué au Prince Edward Theatre ou La Reine des neiges au Théâtre de Drury Lane.

## Le Théâtre Disney

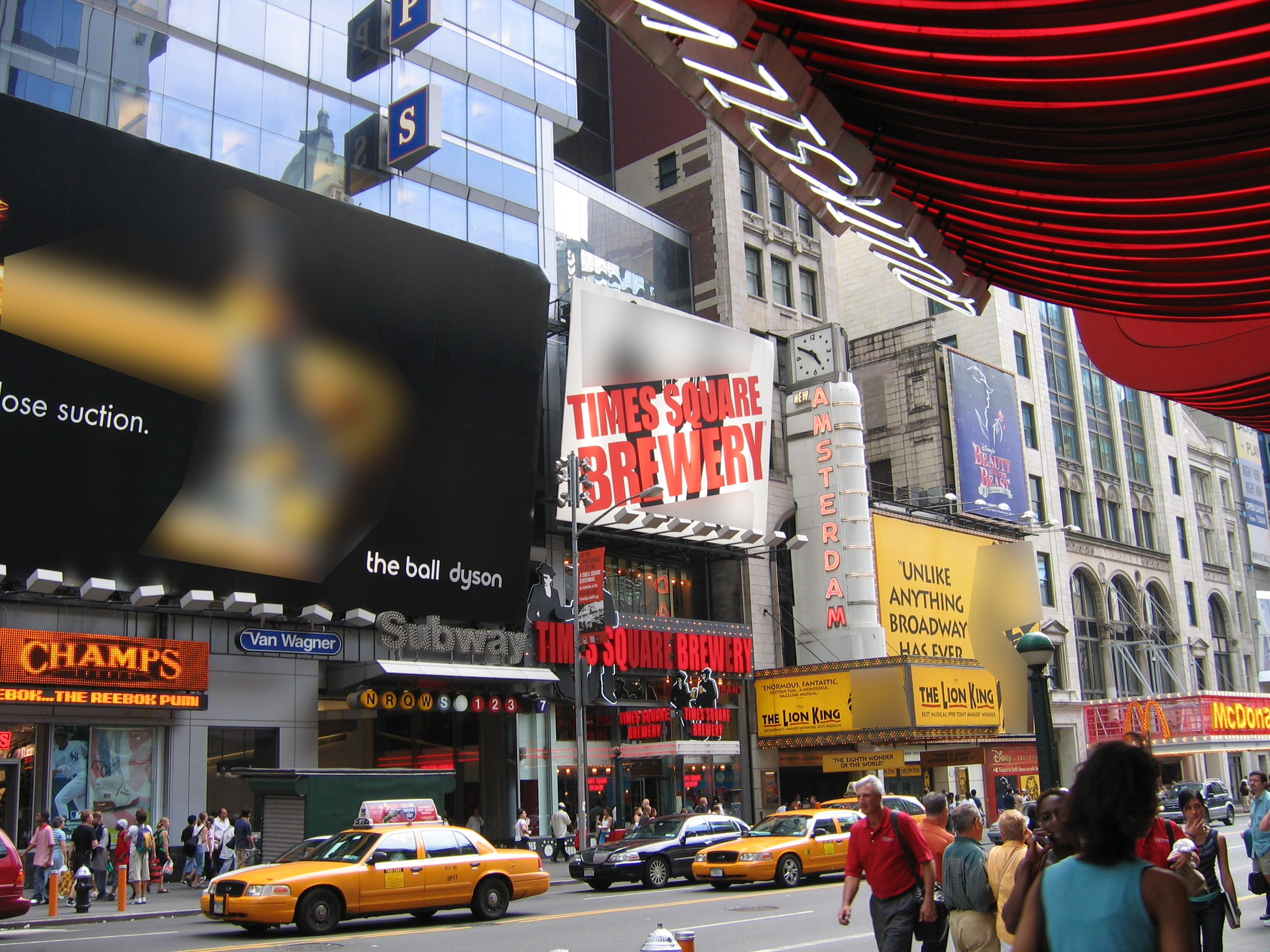
Le New Amsterdam Theatre en 2005

Ce théâtre, de son vrai nom New Amsterdam Theatre, est devenu la scène officielle de Disney à Broadway. Elle devait faire partie du projet New Deuce, situé sur la portion de la 42e rue de New York qui relie Times Square au terminal central de bus, "Port Authority Bus Terminal".
Cette salle ouverte en 1903 possède une riche histoire et avait failli disparaître. Disney procéda à la réhabilitation de la salle et l'utilisa pour relancer la production des comédies musicales ainsi que le dynamisme du quartier.
Toutefois Disney n'utilise pas seulement cette salle pour présenter ses productions. Actuellement, plusieurs théâtres new-yorkais présentent un spectacle Disney tandis que plusieurs troupes parcourent les États-Unis et le Monde.

## Les productions

### Adaptations de films d'animation
- La Belle et la Bête

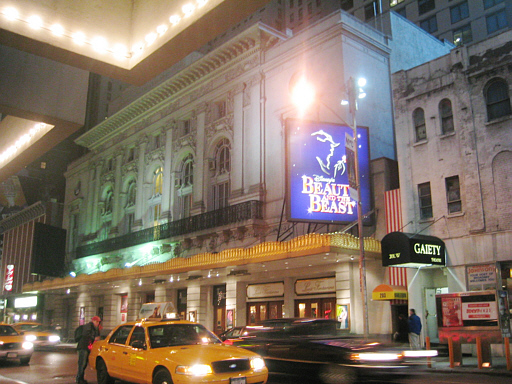
La Belle et la Bête à l'affiche du Lunt-Fontanne Theatre en 2003.

  - présenté à New York du 18 avril 1994[9] au 29 juillet 2007 d'abord au Palace Theatre (1994-1999) puis au Lunt-Fontanne Theatre (1999-2007)[22]. Le spectacle s'est retiré après 13 ans de représentation pour céder la place à La Petite Sirène.
  - Présenté avec plusieurs troupes à l'international à Londres, Toronto, Kyōto, Hambourg et Rome.
  - adaptation par NETworks à partir du 9 mars au 26 mars 2011 au Pantages Theatre de Los Angeles[29].
  - adaptation française à partir du 24 octobre 2013 au Théâtre Mogador[68]
- Le Roi lion
  - période d'essai au Orpheum Theater de Minneapolis à partir du 8 juillet 1997[10]
  - au New Amsterdam Theatre à New York à partir du 10 octobre avec une première le 13 novembre 1997[10],[11]
  - Présenté avec plusieurs troupes à l'international 
    - Tokyo lancé le 20 décembre 1998[15]
    - Londres depuis le 24 septembre 1999 au Lyceum Theatre[15]
    - Shanghai depuis le 18 juillet 2006 à l'Opéra, pour 100 représentations[69]
    - Hambourg
    - Sydney
    - Schéveningue
    - Paris du 4 octobre 2007 au 25 juillet 2010 et depuis le 11 novembre 2021
- Der Glöckner von Notre Dame
  - adaptation allemande du film Le Bossu de Notre-Dame présentée  à Berlin du 5 juin 1999[15] à 2002
- Tarzan
  - Première au Richard Rodgers Theatre de New York le 10 mai 2006[17]
  - adapté en hollandais et présenté à partir du 15 avril 2007 au "Circustheatre" de Schéveningue près de La Haye (Pays-Bas).
- La Petite Sirène
  - séances d'essais au Ellie Caulkins Opera House à Denver du 26 juillet 2007 au 9 septembre 2007[21]
  - avant-premières à Broadway au Lunt-Fontanne Theatre du 3 au 10 novembre 2007[23].
  - première officielle le 10 janvier 2008[25]
  - au Paramount Theatre d'Aurora du 23 novembre 2016 au 15 janvier 2017[59],[60]
- Disney's Aladdin: The New Stage Musical
  - première officielle le 1er février 2014[46]
- Le Livre de la jungle
- La Reine des neiges

### Adaptations de films ou téléfilms

#### Mary Poppins

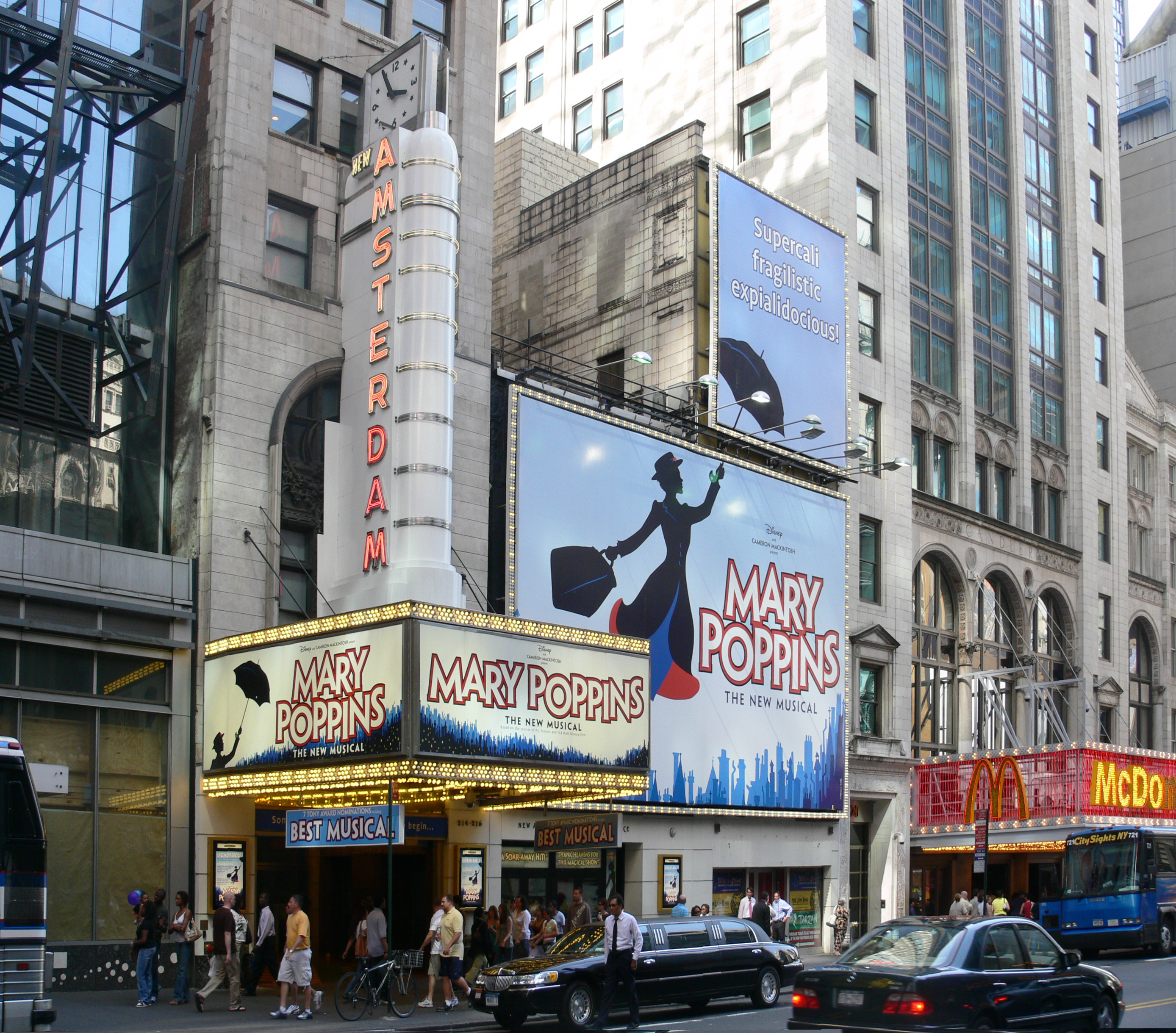
Mary Poppins à Broadway

Ce spectacle est coproduit par Disney Theatrical et Cameron Mackintosh qui aurait reçu l'accord de l'auteur Pamela L. Travers avant sa mort. Il comprend des nouvelles chansons des Frères Sherman et des scènes du livre absentes du film.
Le spectacle a été présenté du 15 septembre au 6 novembre 2004 à L'Hippodrome de Bristol avant d'être présenté à partir du 15 décembre à Londres. Il est alors joué au Prince Edward Theatre à Londres.
À partir du 16 novembre 2006, il est à l'affiche du New Amsterdam Theatre de Broadway.
Le 9 juin 2012, Disney annonce que la comédie musicale Mary Poppins sera présentée en Nouvelle-Zélande à partir du 18 octobre 2012. Le 7 janvier 2013, Disney Theatrical annonce l'arrêt de Mary Poppins le 3 mars 2013 au New Amsterdam Theatre et son remplacement après rénovation par Disney's Aladdin: The New Stage Musical.

#### High School Musical
High School Musical On Stage !, une comédie musicale adaptée de la série et des films High School Musical, a débuté le 26 juin 2007.

#### Newsies
Le 11 février 2012, Disney annonce Newsies, une comédie musicale adaptée du film Newsies (1992) réalisé par Kenny Ortega et traitant de la grève des livreurs de journaux en 1899 aux États-Unis. Elle est présentée du 15 mars au 10 juin 2012 à Broadway,.
Le 29 mars 2014, la production fête ses deux ans de représentations au Nederlander Theatre de New York. Le 22 juin 2014, Disney Theatrical annonce la dernière représentation de la comédie musicale Newsies pour le 24 août 2014.

### Productions Originales

#### Aïda
Basée sur l'opéra de Giuseppe Verdi, cette comédie musicale raconte l'histoire d'une esclave éthiopienne qui tombe amoureuse d'un prince égyptien. Elle a été ré-écrite par Elton John et Tim Rice. Elle fut reçue avec un large succès par la critique. Après un début en 1998 à Atlanta puis en 1999 à Chicago, elle est présentée à partir du 23 mars 2000 à Broadway, avant son arrêt le 5 septembre 2004 pour une tournée internationale.

#### Disney's On The Record
Démarré en novembre 2004, le spectacle associait soixante chansons des "Classiques Disney" entre 1930 et 2004, reliées par une histoire qui prenait place dans un studio d'enregistrement avec des jeunes (et moins jeunes) acteurs. Elle est actuellement en tournée aux États-Unis. Il semble que le tour doive s'achever pour s'établirr définitivement à Broadway ou dans lr West End grâce au succès remporté.

## Partenariat avec Music Theatre International
Peu avant 2006, Disney Theatrical a signé un accord avec la société de gestion de licences théâtrales Music Theatre International (MTI) pour adapter des comédies musicales Disney en version pour enfants dans le cadre du programme Broadway Junior(initié en 1995). Ces spectacles, nommés avec le suffixe Jr, sont prévus pour de petites troupes, 10-20 enfants, et ont une durée écourtée allant d'une heure à une heure et demie.  
| Disponibles                    | Prévus                           |
| ------------------------------ | -------------------------------- |
| Disney's Aladdin JR.           | Disney's Mulan JR.               |
| Disney's Cinderella KIDS       | Disney's Alice in Wonderland JR. |
| Disney's 101 Dalmatians KIDS   | Disney's The Aristocats KIDS     |
| Disney's The Jungle Book KIDS. | Disney's Sleeping Beauty KIDS    |

En 2010, la liste s'est allongée et MTI propose aussi trois spectacles pour troupes adolescentes ou adultes Beauty and the Beast, Aida et High School Musical. Les spectacles pour enfants sont les suivants :
- Disney's 101 Dalmatians Kids
- Elton John and Tim Rice's Aida
- Disney's Aladdin Jr. / Disney's Aladdin Kids
- Disney's Alice in Wonderland Jr.
- Disney's The AristoCats Kids
- Disney's Beauty and the Beast
- Disney's Beauty and the Beast Jr.
- Disney's Cinderella Kids
- Disney's Mulan Jr.
- Disney's My Son Pinocchio: Geppetto's Musical Tale
- Disney's Sleeping Beauty Kids
- Disney's The Jungle Book Kids
- Disney's High School Musical
- Disney's High School Musical Jr.
- Disney's My Son Pinocchio Jr.
- Disney's Peter Pan Jr.
- Disney's The Lion King
- Disney's The Lion King Jr. / Disney's The Lion King Kids
- Disney's The Little Mermaid
- Disney's The Little Mermaid Jr.
- Disney's Camp Rock-The Musical
- Disney's High School Musical 2
- Disney's High School Musical 2 Jr.
- Disney's Descendants.